# Airão Santa Maria, Airão São João e Vermil
Airão Santa Maria, Airão São João e Vermil (llamada oficialmente União das Freguesias de Airão Santa Maria, Airão São João e Vermil) es una freguesia portuguesa del municipio de Guimarães, distrito de Braga. Según el censo de 2021, tiene una población de 3213 habitantes.

## Historia
Fue creada el 28 de enero de 2013 en aplicación de una resolución de la Asamblea de la República de Portugal promulgada el 16 de enero de 2013 con la unión de las freguesias de Santa Maria de Airão, São João Baptista de Airão y Vermil, pasando su sede a estar situada en la antigua freguesia de Santa Maria de Airão.

## Demografía
| Gráfica de evolución demográfica de Airão Santa Maria, Airão São João e Vermil entre 2011 y 2021 |
|                                                                                                  |
| Datos según el nomenclátor publicado por el INE portugués.                                       |